# Katrina Kaif
Katrina Kaif, hindi: कैटरीना कैफ;, (ur. 1983 albo 1984 w Hongkongu) – aktorka filmowa i modelka, grająca w filmach bollywoodzkich, telugu i malajalam.

## Życiorys
Urodzona w Hongkongu. Matka była z pochodzenia Brytyjką, ojciec Kaszmirczykiem. Dorastała na Hawajach, a potem przeprowadziła się do Londynu, następnie przeniosła się do Bombaju. Ma sześć sióstr i dwóch braci.
Zaczynała karierę jako modelka, debiutowała w 2003 roku, mimo kłopotów z hindi (dubbingowano jej głos) została zauważona w filmach Maine Pyaar Kyun Kiya? (2005) i Namastey London (2007).

## Filmografia
| Rok  | Film                                   | Rola                   | Uwagi                                              |
| ---- | -------------------------------------- | ---------------------- | -------------------------------------------------- |
| 2003 | Boom                                   | Rina Kaif              |                                                    |
| 2004 | Malliswari                             | Księżniczka Malliswari | film telugu                                        |
| 2005 | Sarkar                                 | Pooja                  |                                                    |
| 2005 | Maine Pyaar Kyun Kiya?                 | Sonia                  |                                                    |
| 2005 | Allari Pidugu                          | Shwetha                | film telugu                                        |
| 2006 | Humko Deewana Kar Gaye                 | Jia A. Yashvardhan     |                                                    |
| 2006 | Balram vs. Taradas                     | Supriya                | film malajalam                                     |
| 2007 | Namastey London                        | Jasmeet Singh          |                                                    |
| 2007 | Apne                                   | Nandini                |                                                    |
| 2007 | Partner                                | Priya Jaisingh         |                                                    |
| 2007 | Nanhe Jaisalmer                        |                        | gościnnie                                          |
| 2007 | Welcome                                | Sanjana Shetty         |                                                    |
| 2008 | Wyścig                                 | Sophia                 |                                                    |
| 2008 | Król z przypadku                       | Sonia                  | za tę rolę otrzymała nominację do nagrody IIFA     |
| 2008 | Hello                                  | Narrator/Bóg           | występ specjalny                                   |
| 2008 | Melodia życia                          | Anushka                |                                                    |
| 2009 | New York                               | Maya                   | za tę rolę otrzymała nominację do nagrody Filmfare |
| 2009 | Blue                                   |                        |                                                    |
| 2009 | Ciekawa historia miłości Prema i Jenny |                        |                                                    |
| 2009 | De Dana Dan                            |                        |                                                    |
| 2009 | Rajniti                                |                        | za tę rolę otrzymała nominację do nagrody IIFA     |
| 2009 | Padosan Remake                         | Bindu                  |                                                    |
| 2011 | Mere Brother Ki Dulhan                 | Dimple D. Dixit        | za tę rolę otrzymała nominację do nagrody Filmfare |
| 2012 | Ek Tha Tiger                           | Zoya                   |                                                    |
| 2012 | Jab Tak Hai Jaan                       | Meera                  |                                                    |
| 2013 | Main Krishna Hoon                      | Radha                  |                                                    |
| 2013 | Bombay Talkies                         | Ona Sama               |                                                    |
| 2013 | Dhoom 3: Back in Action                |                        |                                                    |
| 2013 | Bang Bang                              |                        |                                                    |